# グランド・キー
グランド・キー（英語: Grand Cay）はバハマの県である。

## 隣接行政区画
- ノース・アバコ
- イースト・グランド・バハマ